# Karsdorf (Rabenau)
Karsdorf ist ein Ortsteil von Rabenau im sächsischen Landkreis Sächsische Schweiz-Osterzgebirge.

## Geografie
Karsdorf ist ein etwa ein Kilometer langes Waldhufendorf, das sich in südwestliche Richtung vom Höhenrücken der Karsdorfer Verwerfung (Quohrener Kipse, 452 Meter) zum Oelsabach hinunter erstreckt. Durch das obere Ortsende führt die Bundesstraße 170, von der die Dorfstraße abzweigt. Der Ort liegt auf etwa 350 Metern Meereshöhe und befindet sich am untersten Ende des Osterzgebirges.
Zur Gemarkung Karsdorf zählt die südlich des Orts liegende, zwölf Quadratkilometer umfassende Dippoldiswalder Heide mit Kulturdenkmalen wie der Barbarakapelle und dem Einsiedlerstein.

### Nachbarorte
| Börnchen       | Possendorf                                  | Kleincarsdorf            |
| Oelsa          | Kompassrose, die auf Nachbargemeinden zeigt | Quohren                  |
| Dippoldiswalde | Oberhäslich                                 | Hermsdorf a. W. Reinberg |

## Geschichte
Die erste urkundliche Erwähnung unter der Bezeichnung Karleßdorf geht auf das Jahr 1478 zurück.
1484 verkaufte Wilhelm von Karlowitz zu Kreische dem Meißener Kapitel das Dorf. 1503 kamen Heide und das Windische Holz in Besitz des Herzogs Georg der Bärtige.
Zur Unterscheidung von anderen Orten ähnlichen Namens (vgl. Kleincarsdorf bei Kreischa) Nennt das Kirchbuch zu Possendorf von 1581 bis 1759 den Ortsnamen Windischcarsdorf ab 1750 Wendischcarsdorf, der auf einen sorbische Hintergrund schließen lässt. Bis 1569 lag die Grundherrschaft beim Rittergut Dippoldiswalde, danach war es Amtsdorf des Amts Dippoldiswalda. Als Landrichter wird im Jahre 1635 Georg Schlegel genannt dem auch 1/4 Anteilig der Heidemühle gehörte. Karsdorf ist nach Possendorf gepfarrt. Im Zuge der Reformation werden die Katharinenkapelle am Einsiedlerstein und die Barbarakapelle zerstört bzw. geschleift. Am 6. März 1802 wurde bei Malter im Goldgrubengrund der letzte Wolf der Region erlegt, weswegen unweit von dieser Stelle die Wolfssäule errichtet wurde. Am 15. August 1907 wurde die Weidegenossenschaft Wendischcarsdorf GmbH gegründet, 1910 die Wasserleitung für die Einwohner errichtet.
Am 1. November 1937 wurde der amtliche Name Wendischcarsdorf in Karsdorf geändert. 1956 wurde Karsdorf von einem Hochwasser betroffen. 1958 kam es zur Kollektivierung der Landwirte, die LPG Heideland und Edelweiß entstehen, die später in größere Einheiten aufgingen. Der aus dem Oelsabach gespeiste Heidemühlenteich wurde 1968 als Naherholungszentrum und Campingplatz ausgebaut.
Karsdorf gehörte ab 1875 zur Amtshauptmannschaft Dippoldiswalde, jedoch ab 1952 zum Kreis Freital.
1971 wird Karsdorf zur Gemeinde Oelsa eingemeindet, die 1994 Ortsteile der Stadtgemeinde Rabenau im Weißeritzkreis werden. Diesem freiwilligen Zusammenschluss war die Kooperation im Abwasserzweckverband Oelsabachtal seit 1991 vorausgegangen. Für lokale Belange existiert nach der sächsischen Gemeindeordnung ein Ortschaftsrat mit einem Ortsvorsteher.

### Einwohnerentwicklung
Quelle: HOV Sachsen: Einwohnerentwicklung von Karsdorf
| - 1552: 11 besessene Mann, 13 Inwohner - 1764: 8 besessene Mann, 8 Häusler - 1834: 206 - 1871: 370 - 1890: 386 | - 1910: 321 - 1925: 321 - 1939: 334 - 1946: 483 - 1950: 492 - 1964: 425 - 2000: 511 - 2014: 440 |

## Wirtschaft
Karsdorf war jahrhundertelang landwirtschaftlich geprägt, wobei Ackerbau, Obstbau und Schafzucht dominierten. Es existierten in Karsdorf eine Stuhlfabrik und eine Strohhutfertigung. Berühmt wurde der Ort für den hier auch heute noch erzeugten Sauermilchkäse. 1905 waren im Ort zehn bäuerliche Betriebe registriert.
Das heutige Hotel und Restaurant Heidemühle besaß ursprünglich ein Mahlwerk und ein Gatter. In direkter Nachbarschaft befindet sich die Fortbildungsstätte des Forst.

## Freigut
Am 24. Oktober 1650 entstand das aus den Pfeiffers, Büttners und Irmschers Hufen und einem 1/4 Anteil der Brettmühle hier das 3,2/4 Hufengut vom Kursächsischen Hospitalverwalter Bohrisch zu St. Jacob in Dresden, welches die Hospitalverwaltungswitwe Barbara Bohrisch im Jahre 1671 an Wolfgang Christoph von Mämminger verkaufte, dieser verkaufte es einige Jahre später an den Kursächsischen Floßmeister Gottfried Vitellius, 1695 erkaufte der Leutnant Christoph Schmieder das 3,2/4 Hufengut, seine Frau verkaufte das Gut 1718 an Joseph Rüdiger, welcher dieses 1735 an Christoph Gleditzsch der es wiederum 1737 an den Kursächsischen Oberfloßkommissarmeister bei den Weißeritzflößern Gottlob Vinold verkaufte dem auch die Heidemühle gehörte, durch Gottlob Vinold und seine Frau Anna Sybille Vinold die Besitzerin ab 1743 war, vergrößerte sich das Gut durch Ankauf von 3 weiteren Gütern 1738 zu 1/4 Hufe, 1740 zu 3/4 Hufe und 1743 zu 5/4 Hufe, im Jahre 1754 verkaufte diese die zum Gut gehörende Heidemühle. Im Jahre 1759 übernahm der Wendischcarsdorfer Amtsrichter Gottfried Berger das Gut, 1765 Johann Gottlob Aurich, 1771 der Kellermeister zu Dresden Christian August Zschorler, 1788 Sophie Victoria Elisabeth Fiedler, 1793 der Kaufmann Johann Gottfried Gerstenberger, 1794 Wolf Rudolph von Reitzenstein, 1798 der Kursächsische Leutnant Christian Heinrich von Lichtenhayn, 1799 der Kammerjunker Carl Friedrich von Unruh, 1802 August Leberecht Franke, 1810 Johann Carl Künzel und 1814 der Amtsverwalter Friedrich August Schopper mit einer Gesamtfläche von 4,3/8 Hufen Landes unter welchem es als getürmtes ansehnliches Gut 1840 genannt wird, derselbe erkaufte zum Gut ein 8,3/4 Scheffel Großes Feld und ein 10 Acker 239 Ruthen Großen Wald mit Steinbruch im Jahre 1818 und ein 1,1/4 Hufe Gut 1819, 1839 übernahm der Sohn und Ökonom gleichen Namens Friedrich August Schopper das Haupt und alle dazugehörigen Güter der Brandkatasternummern: 15,16,17,18,19, bis zu welchen es als Großes Gut „ohne Schriftansässigkeit“ genannt wird, 1895 und 1925 wird der Freigutbesitzer Wilhelm Ulrich mit 102ha Land erwähnt. Zum Freigut gehörte noch eine Ziegelei, die 1771 von der Ehefrau des Rittmeisters Staupitz erworbene Hofwiese zwischen dem Heidemühlenteich und der Heidemühle, die 1775 1,1/2 Scheffel Große Wiese am Dresdner Fußsteig und ein 14 Scheffel großes Feld an der Börnicher Grenze, das 1776, 9 Scheffel Große Feld auf Possendorfer Flur vom Ulrich Gut welche 3 Stücken wie das im Jahre 1777 1/2 Hufengut die Sophie Eliesabeth Victoria Zschorler Ehefrau des Besitzers Zschorler erkaufte und das bereits 1723 dazugenomme in den 1970er Jahren abgetragene erst als Schäferei und ab 1907 als Rinderstallungen genutzte Weidegut mit den bereits 1695 erwähnten Viehweiden, das Weidegut gehörte ab 1907 der Weidegenossenschaft. Die Sächsische Bauernsiedlung GmbH wird 1937 Eigentümer vom Freigut mit 75 Hektar Land, diese verkauften 15 Hektar an die Gemeinde Karsdorf, Oelsa & Börnchen. Nach dem Krieg 1949 wurde es als Gemeindegut genannt. Das Gut mit seinen zuletzt 50 Hektar wurde zur Bodenreform aufgeteilt und, es entstanden kleine Neubauernhöfe, die Wirtschaftsgebäude sind abgetragen ein Typischer DDR-Wohnblock entstand mit mehreren Mietwohnungen. Das Hauptwohngebäude vom Freigut besteht bis heute.

## Weidegut
Das Weidegut wurde anfangs als erstes Forstgut für die naheliegende Dippoldiswalder Heide erbaut und ist in den 1960er-Jahren abgetragen worden.
Ein Schlussstein im Hoftorbogen trug die Jahreszahl 1699. Es befand sich hinter dem in der Ortslage stehenden Garagenkomplex an den Viehweiden. Im Jahre 1699 gehörte es dem Förster David Hauswalt, um 1724 gehörte das Gut bereits zum Freigut, da der Förster Gottfried Krähmer in diesem Jahr das schon naheliegende in Besitz gehabte halbe Hufengut verkaufte. Seit dem Jahre 1907 besitzt die gegründete Weidegenossenschaft die Gebäude und die 37 Hektar großen Wiesen, am 5. Oktober 1907 wurde das Inventar und Nutzvieh vom Weidegut versteigert, nachfolgend wurde von einem Weidewärter das örtliche und den umliegenden Ortschaften herbeigebrachte Jungrindervieh das Jahr über betreut. Heute gehört das Land der Dresdner Vorgebirgs-Agrar-AG, von der aus ein Weidewärter Mutterkühe betreut. 

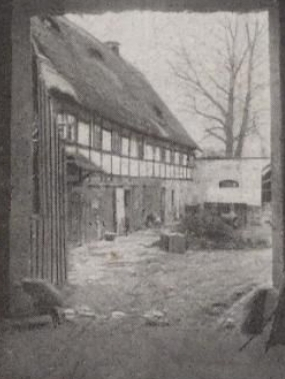
Weidegut 1949

## Mit Karsdorf verbundene Persönlichkeiten
- Paul Schier (1889–1957), Maler und Grafiker; lebte ab 1945 im Ort

## Trivia
Im Jahre 1992 waren die Possendorfer Straße K9013 und der Wanderfeldweg, die Salzstraße, in der Titelsequenz mit der Filmlaufzeit 0:08–1:39, Filmkulisse von Go Trabi Go 2 – Das war der wilde Osten.